# Сото, Хесус Рафаэль

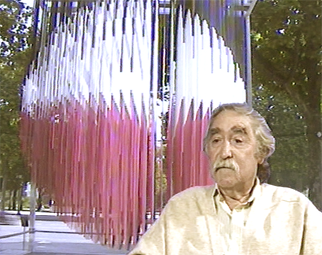
Хесус Рафаэль Сото

Хесу́с Рафаэ́ль Гарсиа Со́то (исп. Jesús Rafael García Soto; 5 июня 1923, Сьюдад-Боливар, Венесуэла — 14 января 2005, Париж) — венесуэльский художник и скульптор. Один из крупнейших представителей Оп-арта и кинетического искусства в Южной Америке и в Европе.

## Жизнь и творчество
Художественное образование получил в 1942—1947 годы в Высшей школе скульптуры и рисунка (Escuela de Artes Plásticas y Artes Aplicadas) в Каракасе. После окончания учёбы до 1950 года руководил небольшой школой искусств в Маракайбо. Творческие интересы мастера лежали в области оптических иллюзий оп-арта, близких к работам Виктора Вазарели. В 1950-м году Сото уезжает в Париж, где начинает продуцировать целые серии своих работ: «Репетиции», «Прогрессии», «Серии». Создаёт также свои пространственные «объекты» в трёх измерениях, расположенные на плоских открытых поверхностях. В 1960-е годы художник продолжает развивать тему оптических эффектов и иллюзий. Из металлической проволоки и дерева он создаёт «Вибрирующие картины», представляющие собой тонкие, построенные рядами, качающиеся прутья, легко укреплённые на плоской поверхности («Вибрирующая картина с чёрным прутом», «Вибрирующая картина с чёрно-зелёной решёткой», «Вибрации») и др. При рассмотрении объекта под другим углом под воздействием искусного переплетения проволок у зрителя возникает совершенно иное видение, особенно усиливающееся при движении. В 1964 году ряд работ Хесуса Рафаэля Сото экспонировались в Касселе на выставке современного искусства documenta III. Позднее художник проектирует объекты, названные им «Проникновение», в которых зритель сам становится частью его работы, проникает в объект как бы изнутри (гигантские квадраты или выполненные из нейлона уши, в которые посетитель может войти). В некоторых из них при передвижении внутри них возникают металлические отзвуки или иные резонансные звуки, производимые специально предусмотренными для этих эффектов алюминиевыми трубками.
Хесус Рафаэль Сото занимался также настенной живописью — Каракасе по заказам местного университета (в 1957 году) и Национального банка (в 1973), университета города Ренн во Франции (в 1960-м); он автор инсталляции для Немецкого банка во Франкфурте-на-Майне (в 1971-м году). Работы его многократно выставлялись на экспозициях современного искусства в различных странах — Базельском Кунстхалле, музее Соломона Гуггенхейма в Нью-Йорке, в Мадриде и проч. В 1973 году в родном городе художника, Сьюдад-Боливар, был открыт посвящённый ему музей — Museo de Arte Moderno Jesús Soto.

## Галерея

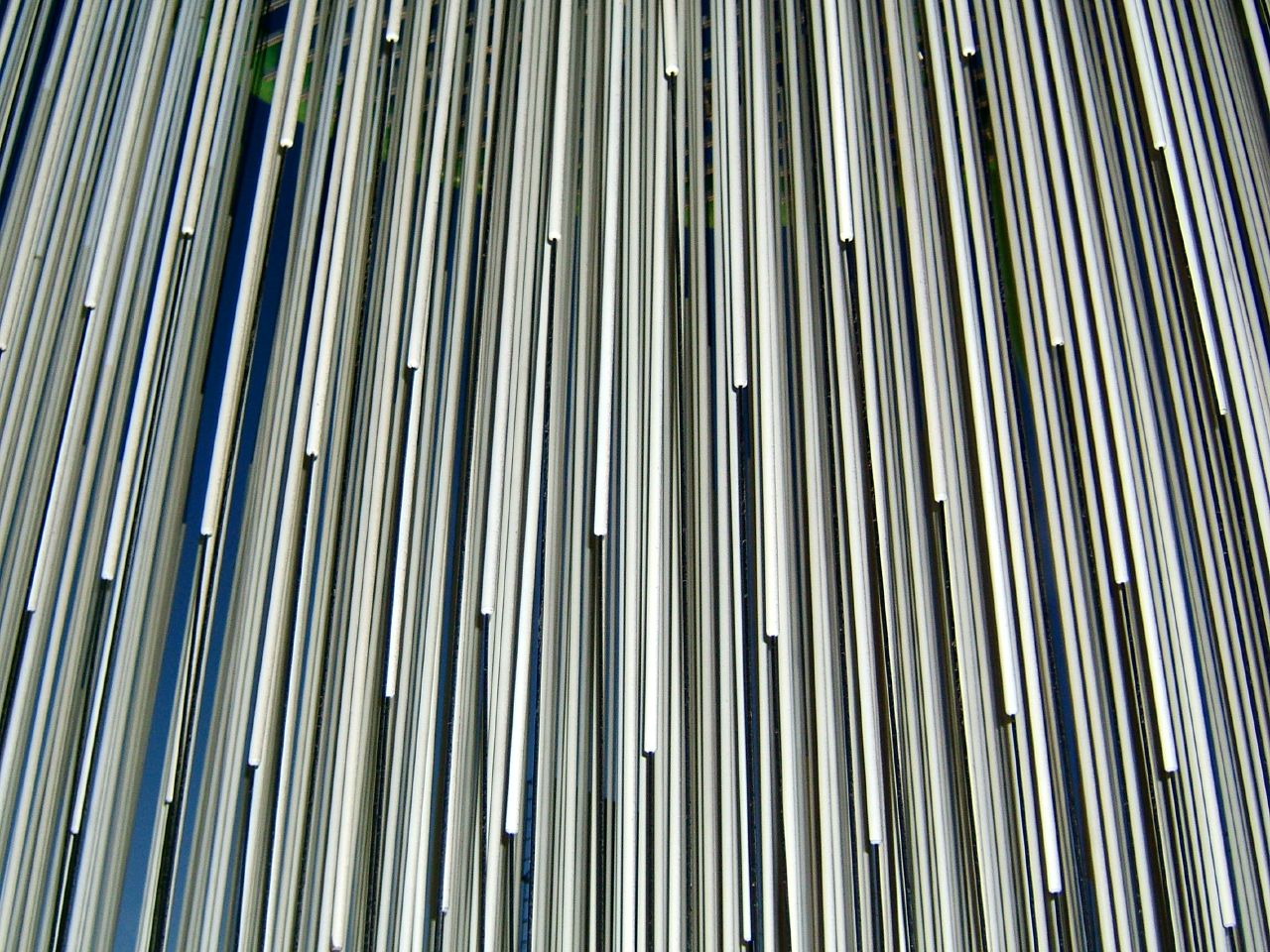
Кинетический объект Карибская жемчужина (La Perla del Caribe), Пампатар, Венесуэла
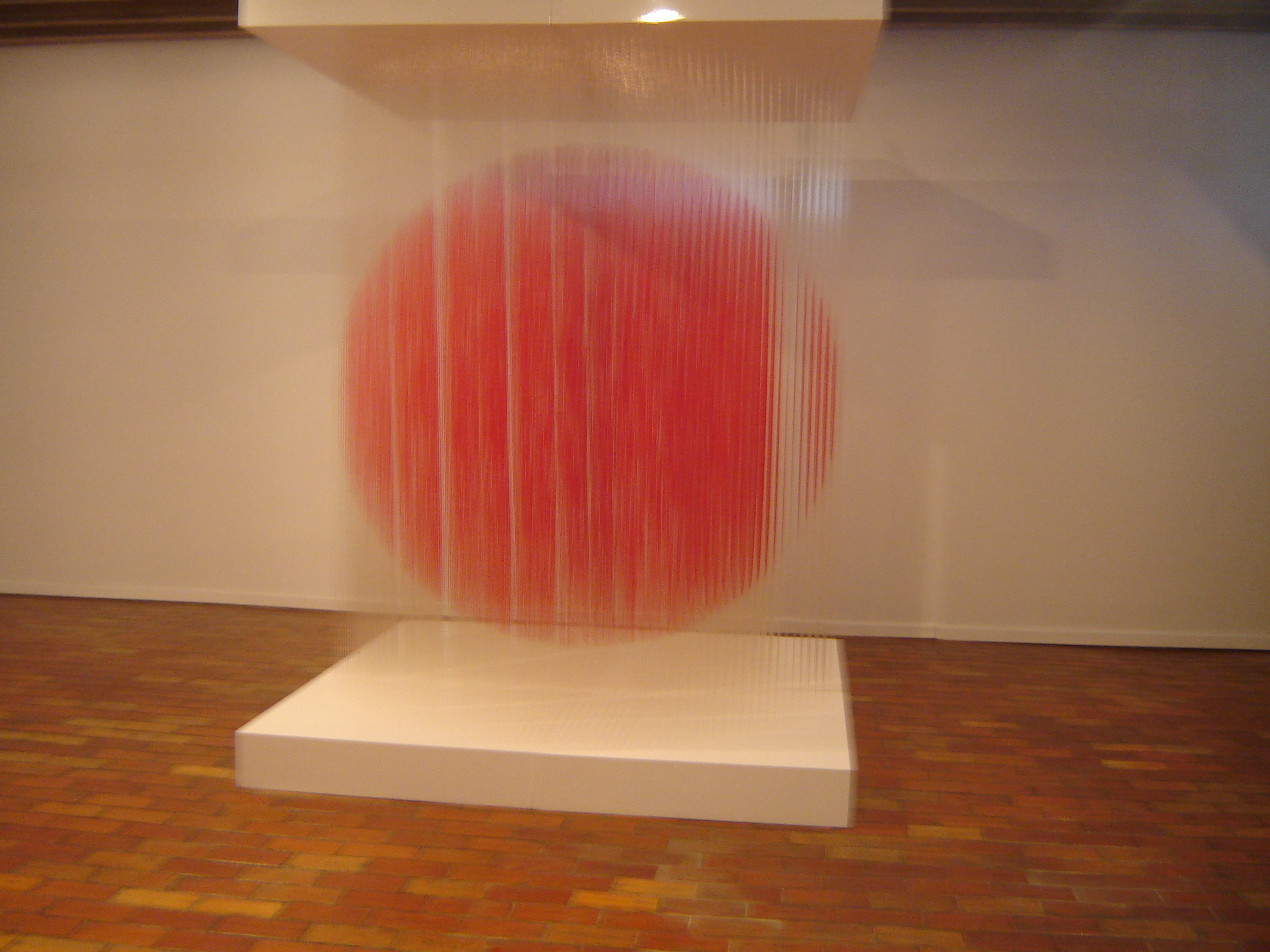
Сото-Сфера
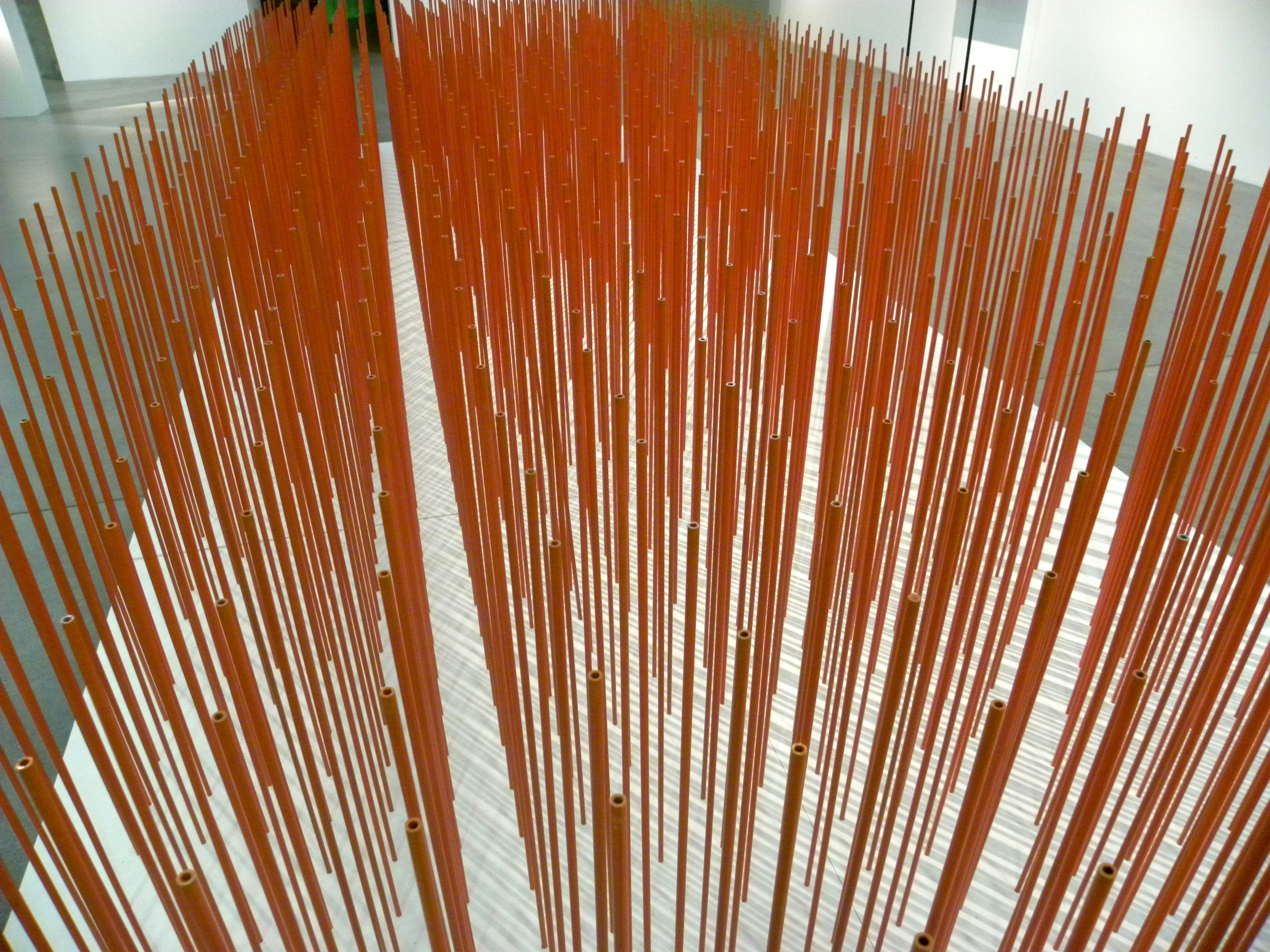
Cущность оранжевого
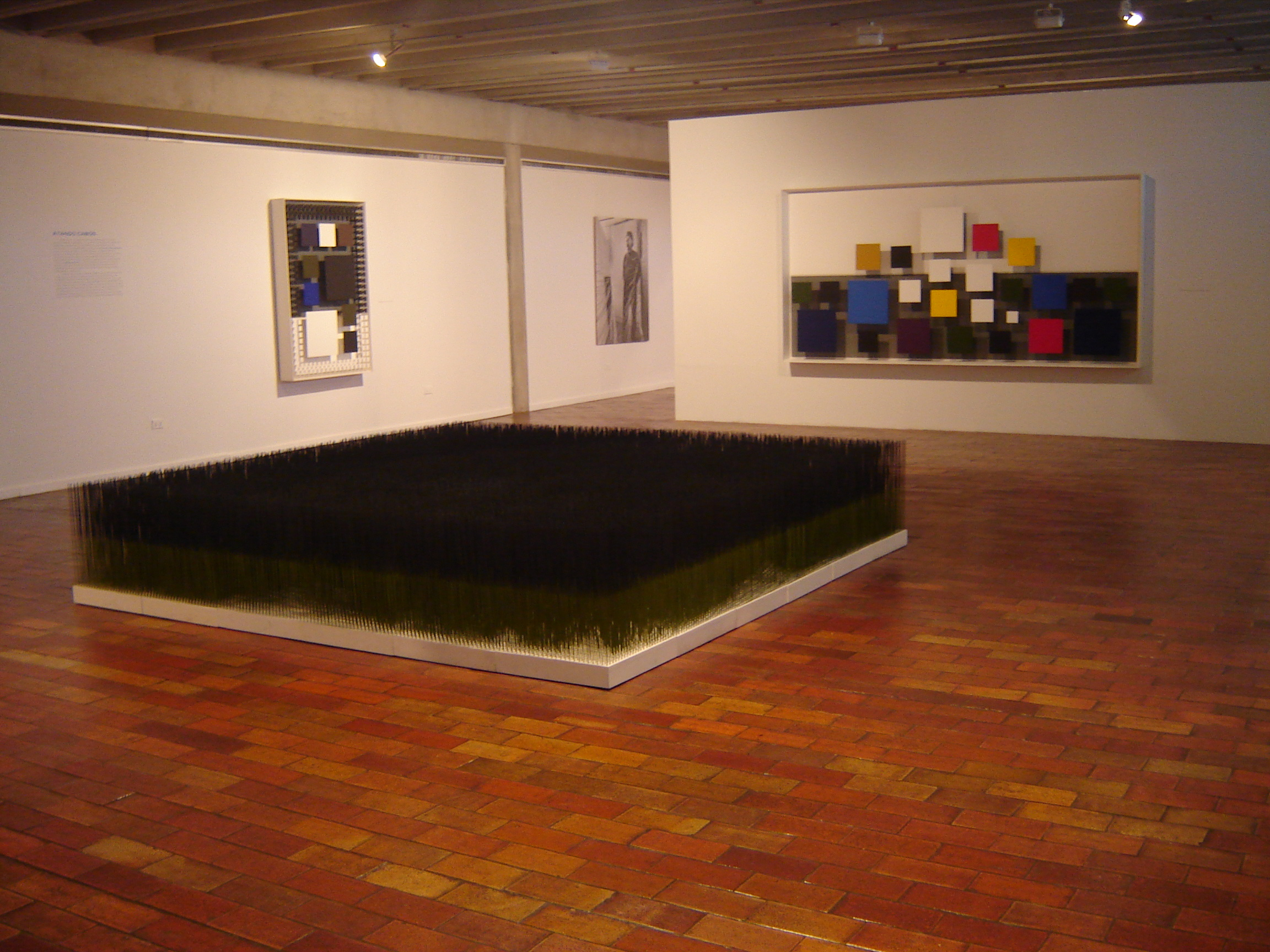
В одном из помещений музея в Сьюдад-Боливар.

## Дополнения
- Веб-сайт Х. Р. Сото
- Работы Х. Р. Сото на artfact.com
- Museo de Arte Moderno Jesús Soto